# Tulu jezici
Tulu jezici, jedna od dviju glavnih skupina južnodravidskih jezika koje čine zajedno sa skupinom tamil-kannada i nekoliko drugih jezika. Tulu jezike predstavljaju dva jezika podskupine koraga: korra koraga [kfd] 14.000 (1981 popis) i mudu koraga [vmd] s nepoznatim brojem govornika, te jezici bellari [brw], 1.350 (1981 popis); kudiya [kfg], 2.800 govornika (2007); i najznačajniji jezik tulu [tcy], 1.950.000 (1997).
Etnička populacija Koraga iznosi preko 16.000

## Vanjske poveznice
- Ethnologue (14th)
- Ethnologue (15th)